# Thyropus sphaerona
Thyropus sphaerona är en kräftdjursart. Thyropus sphaerona ingår i släktet Thyropus och familjen Parascelidae. Inga underarter finns listade i Catalogue of Life.